# ルーカス・バン・ネス
ルーカス・バン・ネス（Lukas Van Ness, 2001年7月6日 - ）は、アメリカ合衆国イリノイ州バーリントン出身のアメリカンフットボール選手。2023年のNFLドラフトにおいて、グリーンベイ・パッカーズから全体13位指名を受けた。ポジションはアウトサイドラインバッカー、ディフェンシブエンド。

## 経歴

### カレッジ
アイオワ大学に進学し、1年目の2020年シーズンはNCAAのレッドシャツ制度により試合に出場しなかった。
2021年シーズンは33タックル、7.5サックを記録し、フレッシュマンオールアメリカンに選出された。
2022年シーズンは37タックル、6サックを記録し、オールビッグ10セカンドチームに選出された。シーズン終了後、2023年のNFLドラフトにアーリーエントリーした。